# Langon (Żyronda)
Langon – miejscowość i gmina we Francji, w regionie Nowa Akwitania, w departamencie Żyronda.
Według danych na rok 1990 gminę zamieszkiwały 5842 osoby, a gęstość zaludnienia wynosiła 426 osób/km² (wśród 2290 gmin Akwitanii Langon plasuje się na 69. miejscu pod względem liczby ludności, natomiast pod względem powierzchni na miejscu 836.).

## Współpraca
- Penzberg, Niemcy
- Canelas, Portugalia